# Liste der Biografien/Wolg
Liste der Biografien |
Portal Biografien |
Personensuche
# |
A |
B |
C |
D |
E |
F |
G |
H |
I |
J |
K |
L |
M |
N |
O |
P |
Q |
R |
S |
T |
U |
V |
W |
X |
Y |
Z |
?
 
Wa |
Wc |
Wd |
We |
Wh |
Wi |
Wj |
Wl |
Wn |
Wo |
Wr |
Ws |
Wt |
Wu |
Ww |
Wy |
Wz
 
Woa |
Wob |
Woc |
Wod |
Woe |
Wof |
Wog |
Woh |
Woi |
Woj |
Wok |
Wol |
Wom |
Won |
Woo |
Wop |
Wor |
Wos |
Wot |
Wou |
Wov |
Wow |
Wox |
Woy |
Woz
 
Wola |
Wolb |
Wolc |
Wold |
Wole |
Wolf |
Wolg |
Wolh |
Woli |
Wolj |
Wolk |
Woll |
Wolm |
Woln |
Wolo |
Wolp |
Wolr |
Wols |
Wolt |
Wolv |
Woly |
Wolz
Die Liste der Biografien führt alle Personen auf, die in der deutschsprachigen Wikipedia einen Artikel haben. Dieses ist eine Teilliste mit 20 Einträgen von Personen, deren Namen mit den Buchstaben „Wolg“ beginnt.

## Wolg

### Wolga
- Wolgaš, Herrscher von Hatra
- Wolgast, Ad (1888–1955), US-amerikanischer Boxer
- Wolgast, Anett, deutsche Psychologin und Professorin
- Wolgast, Eike (* 1936), deutscher Historiker und Hochschullehrer
- Wolgast, Ernst (1888–1959), deutscher Staatsrechtler und Hochschullehrer
- Wolgast, Heinrich (1860–1920), deutscher Reformpädagoge
- Wolgast, Heinrich (1905–1982), deutscher Politiker (FDP), MdL
- Wolgast, Johannes (1891–1932), deutscher Musikwissenschaftler
- Wolgast, Larry, US-amerikanischer Politiker
- Wolgast, Midget (1910–1955), US-amerikanischer Boxer im Fliegengewicht

### Wolge
- Wolgemut, Michael (1434–1519), deutscher Maler und Meister des Holzschnitts; Vertreter der älteren fränkischen Schule
- Wolgensinger, Luzzi (1915–2002), Schweizer Fotografin
- Wolgensinger, Michael (1913–1990), Schweizer Fotograf und Reporter
- Wölger, Martha (* 1920), österreichische Mundartdichterin
- Wolgers, Beppe (1928–1986), schwedischer Schauspieler, Regisseur, Autor und KomponistBeppe Wolgers (1928–1986)

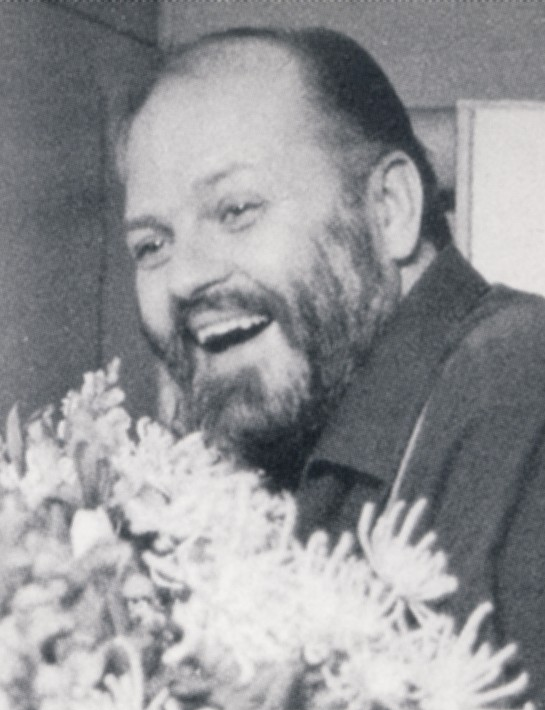
Beppe Wolgers (1928–1986)

### Wolgi
- Wolgin, Alexei Wiktorowitsch (* 1968), russischer Ultramarathonläufer
- Wolgin, Petar (* 1969), bulgarischer Journalist, Schriftsteller und Politiker
- Wolgin, Wjatscheslaw Petrowitsch (1879–1962), russischer Historiker
- Wolgina, Lydia (* 1937), russisch-deutsche Ballerina
- Wolgina, Natalja (* 1977), russische Marathonläuferin